# Гутурама гондураська
Гутура́ма гондураська (Chlorophonia elegantissima) — вид горобцеподібних птахів родини в'юркових (Fringillidae). Мешкає в Мексиці і Центральній Америці.

## Опис
Довжина птаха становить 10-14 см, вага 13-27 г. Виду притаманний статевий диморфізм. У самців обличчя і щоки темно-сині, горло чорнувате, лоб, тім'я, потилиці і шия з боків бірюзові. Спина, надхвістя, крила і хвіст темно-сині, першорядні махові пера і стернові пера чорнуваті. Груди і живіт жовтувато-оранжеві, на лобі оранжева пляма. У самиць бірюзова пляма на голові менша, горло коричневе, решта тіла переважно зелена або оливково-зелена, спина більш темна. На грудях і животі жовті плями. Очі темно-карі, дзьоб і лапи чорнуваті.

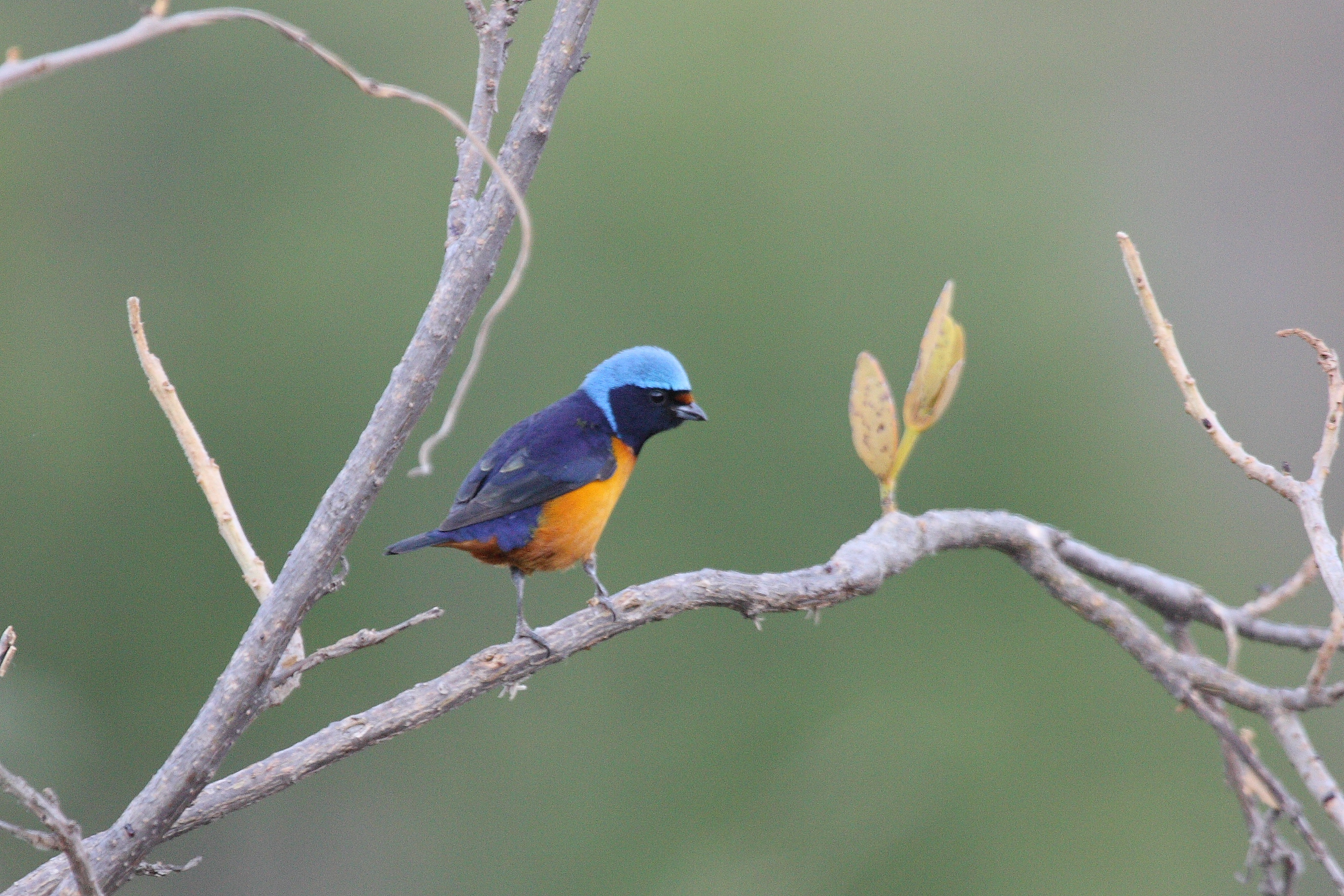
Самець гондураської гутурами

## Підвиди
Виділяють три підвиди:
- C. e. rileyi (Van Rossem, 1942) — гори Західної Сьєрра-Мадре на північному заході Мексики (Сонора, Сіналоа);
- C. e. elegantissima (Bonaparte, 1838) — гори Мексики (на південь від південного Сіналоа і південно-західного Тамауліпаса) і північно-західної Гватемали;
- C. e. vincens (Hartert, E, 1913) — від південно-східної Гватемали до західної Панами.

## Поширення і екологія
Гондураські гутурами мешкають в Мексиці, Гватемалі, Белізі, Сальвадорі, Гондурасі, Нікарагуа, Коста-Риці і Панамі. Вони живуть у вічнозелених гірських субтропічних лісах та у вологих гірських і рівнинних тропічних лісах. Зустрічаються парами або невеликими сімейними зграйками, переважно на висоті від 1000 до 2500 м над рівнем моря. Живляться переважно ягодами омели, а також іншими ягодами і плодами, доповнюють раціон комахами та іншими дрібними безхребетними. Гніздо кулеподібне, будується самицею і самцем. Воно складається з зовнішньої частини, сплетеної з гілочок, лишайників і рослинних волокон і внутрішної, встеленої мохом, пухом або іншим м'яким матеріалом. В кладці від 2 до 5 білуватих яєць, легко поцяткованих рудувато-коричневими плямками. Інкубаційний період триває приблизно 2 тижні. Пташенята покидають гніздо через 3 тижні після вилуплення, однак батьки продовжують піклуватися про них ще приблизно 10 днів. Насиджує лише самиця, за пташенятами доглядають і самиці, і самці.